# オールディーズ (アルバム)
『オールディーズ』（A Collection Of Beatles Oldies）は、1966年12月10日にイギリスでリリースされたビートルズの公式なコンピレーション・アルバムである。1987年にオリジナル・アルバムがCD化された際に、ビートルズのカタログから削除された。

## 解説
ビートルズ活動期唯一のコンピレーション・アルバム（ベスト・アルバム）。アートワークは画家のデヴィッド・クリスチャンが手がけたもの。モノラル盤とステレオ盤の2種類で、英国と英国編集の国のみで発売され、米国や米国編集盤発売に準ずる国では発売されなかった。
ビートルズは年間2枚のアルバムを制作する契約義務を負っていたが、1966年4月の『リボルバー』完成後、メンバーは長期休暇を取っていた。ジョン・レノンは映画『ジョン・レノンの 僕の戦争』の撮影のため西ドイツに滞在し、ポール・マッカートニーはジョージ・マーティンと映画『ふたりだけの窓』の音楽制作や映画関連のイベントに参加し、ジョージ・ハリスンはラヴィ・シャンカルのもとでシタールの練習に励み、リンゴ・スターは家族と過ごしていため、新作アルバムが制作できなかった。これにより、代替案としてEMIが企画したアルバムが本作である。ビートルズの広報を担当していたトニー・バーロウによると、メンバーは本作の発売に反対していたという。
本作には、1963年から1966年までの主なシングル曲と、一部アルバム収録曲から選曲されており、また当時英国では未発表曲だった「バッド・ボーイ」が収録された。発売当時英国ではステレオ・ミックスは未発売となっていた「フロム・ミー・トゥ・ユー」「恋を抱きしめよう」「アイ・フィール・ファイン」「バッド・ボーイ」「デイ・トリッパー」「ペイパーバック・ライター」「抱きしめたい」は、本作で初のリリースとなった。
「シー・ラヴズ・ユー」は2chのステレオマスターテープがすでに破棄されていたので、当アルバムのためにジョージ・マーティンの立ち会いの下、エンジニアのジェフ・エメリックがモノラルマスターテープから左チャンネルの高音域と右チャンネルの低音域をカットし、それらを合わせた疑似ステレオマスターテープを制作した（この時、ビートルズのメンバーは立ち会っていない）。「シー・ラヴズ・ユー」と同日に「抱きしめたい」のステレオマスターも制作され、また「フロム・ミー・トゥ・ユー」のステレオ・リミックスの制作も予定されていたが、結局は行われなかった。
またEMIが急遽アルバム用に再度「デイ・トリッパー」と「恋を抱きしめよう」のステレオ・リミックスを要請したため、ジョージ・マーティンおよびジェフ・エメリック不在の中、EMIのエンジニア二人が作業を行なった。。またこの際に二人のエンジニアは「バッド・ボーイ」の新しいステレオリミックスの要請もEMIから受けていたが、EMIからの連絡不手際からシングル盤『抱きしめたい』のB面に収録されていた「ジス・ボーイ」のステレオミックスを行ってしまい、時間に押されて結局は「バッド・ボーイ」の新リミックスを行うことができずに終わっている。そのため先にアメリカで発売されていたアルバム『ビートルズ VI』に収められたものと同じステレオバージョンがそのまま使われることとなったというエピソードがある。
なお、ジョージ・ハリスンが作詞・作曲、リード・ボーカルを務めた楽曲は選曲されていない。
裏ジャケットは写真家のロバート・ウィテカーによるもので、1966年6月から7月の来日公演時に滞在していた東京ヒルトン・ホテル（現・キャピトル東急ホテル）で撮影された写真。しかし日本以外の殆どの海外で発売されたものは、この写真が裏焼になってしまっている（マッカートニーが着ている半被の「寿」の文字が逆になっているので容易に分かる）。

## 収録曲
特記を除き、作詞作曲はレノン＝マッカートニーによるもの。
| #         | タイトル                                     | 作詞・作曲 | リード・ボーカル                      | 時間  |
| --------- | -------------------------------------------- | ---------- | ------------------------------------- | ----- |
| 1.        | 「シー・ラヴズ・ユー」(She Loves You)        |            | ジョン・レノン ポール・マッカートニー | 2:19  |
| 2.        | 「フロム・ミー・トゥ・ユー」(From Me to You) |            | ジョン・レノン ポール・マッカートニー | 1:54  |
| 3.        | 「恋を抱きしめよう」(We Can Work It Out)     |            | ポール・マッカートニー ジョン・レノン | 2:11  |
| 4.        | 「ヘルプ!」(Help!)                           |            | ジョン・レノン                        | 2:18  |
| 5.        | 「ミッシェル」(Michelle)                     |            | ポール・マッカートニー                | 2:40  |
| 6.        | 「イエスタデイ」(Yesterday)                  |            | ポール・マッカートニー                | 2:03  |
| 7.        | 「アイ・フィール・ファイン」(I Feel Fine)    |            | ジョン・レノン                        | 2:21  |
| 8.        | 「イエロー・サブマリン」(Yellow Submarine)   |            | リンゴ・スター                        | 2:36  |
| 合計時間: | 合計時間:                                    | 合計時間:  | 合計時間:                             | 18:22 |

| #         | タイトル                                                      | 作詞・作曲           | リード・ボーカル                      | 時間  |
| --------- | ------------------------------------------------------------- | -------------------- | ------------------------------------- | ----- |
| 1.        | 「キャント・バイ・ミー・ラヴ」(Can't Buy Me Love)             |                      | ポール・マッカートニー                | 2:08  |
| 2.        | 「バッド・ボーイ」(Bad Boy)                                   | ラリー・ウィリアムズ | ジョン・レノン                        | 2:18  |
| 3.        | 「デイ・トリッパー」(Day Tripper)                             |                      | ジョン・レノン ポール・マッカートニー | 2:49  |
| 4.        | 「ビートルズがやって来るヤァ!ヤァ!ヤァ!」(A Hard Day's Night) |                      | ジョン・レノン ポール・マッカートニー | 2:31  |
| 5.        | 「涙の乗車券（ティケット・トゥ・ライド）」(Ticket To Ride)    |                      | ジョン・レノン                        | 3:01  |
| 6.        | 「ペイパーバック・ライター」(Paperback Writer)                |                      | ポール・マッカートニー                | 2:15  |
| 7.        | 「エリナー・リグビー」(Eleanor Rigby)                         |                      | ポール・マッカートニー                | 2:02  |
| 8.        | 「抱きしめたい」(I Want to Hold Your Hand)                    |                      | ジョン・レノン ポール・マッカートニー | 2:26  |
| 合計時間: | 合計時間:                                                     | 合計時間:            | 合計時間:                             | 19:30 |

## チャート成績
| チャート (1967年 - 1968年)         | 最高位 |
| ---------------------------------- | ------ |
| オーストラリア (Kent Music Report) | 7      |
| 日本 (オリコン)                    | 7      |
| ノルウェー (VG-lista)              | 12     |
| UK アルバムズ (OCC)                | 7      |